# Бочек, Александр Павлович
Александр Павлович Бочек (1892, Черниговская губерния — 1980, Москва) — советский капитан дальнего плавания, участвовавший в освоении Северного морского пути, организатор и первый директор постоянной выставки «Морской флот СССР» в Москве.

## Биография
Родился в 1892 году в Черниговской губернии недалеко от города Новгород-Северский. Семья Бочека 8 мая 1896 года в числе переселенцев отправилась на пароходе «Владимир» во Владивосток, «искать счастья».

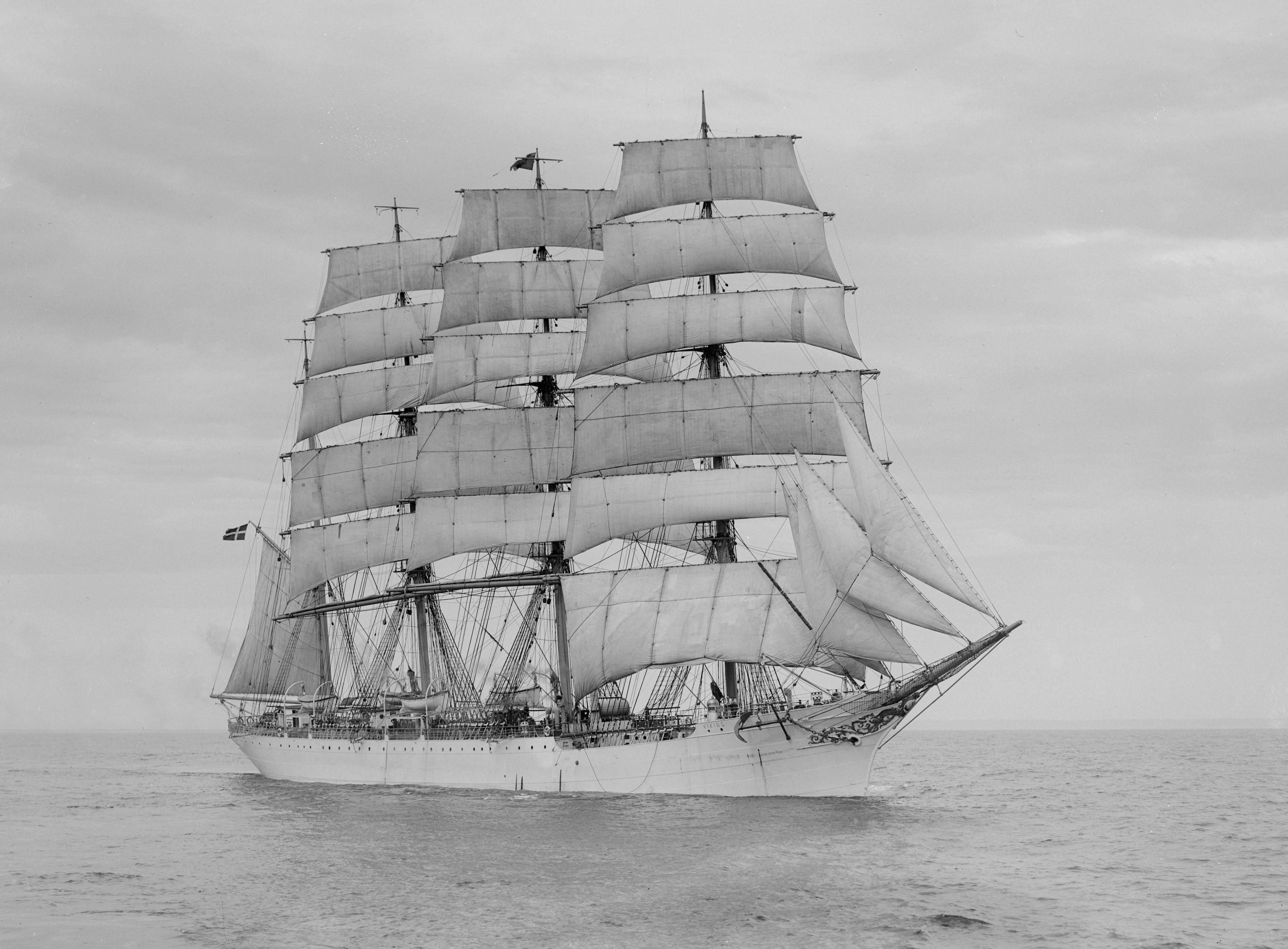
Датский парусник «Викинг». Фото сделано между 1906 и 1929 гг.

В 1906 году окончил шестиклассное городское училище в городе Никольск-Уссурийск, затем поступил в Александровское мореходное училище дальнего плавания, где с 1 апреля по 10 октября 1908 года вместе с 15 учениками училища под руководством В. К. Неупокоева ходил в плавание к берегам Камчатки и Японии на учебной шхуне «Надежда», в составе Тихоокеанской гидрографической экспедиции. В апреле-декабре 1910 года ходил в плавание на датском учебном судне «Викинг», затем на учебном судне «Дежнёв».
Окончил Александровское мореходное училище дальнего плавания. В июле 1913 года получил диплом штурмана малого плавания. В 1913—1918 годах ходил на пароходе Доброфлота «Рязань», который обслуживал экспрессную линию Владивосток—Нагасаки—Шанхай, затем на теплоходах «Сишан» и «Сучан», пароходах «Курск» и «Вологда».
В 1919 году получил должность второго помощника капитана на пароходе «Кишинев», где работал до 1925 года. В 1925—1928 годах работал лоцманом Владивостокского порта. Старпом на пароходе «Ставрополь».
В 1931 году возглавил Лено-Колымскую экспедицию по перегону речных судов, руководил перегоном речного парохода «Ленин» из Якутска на Колыму.
В 1932—1933 годах был заместителем, затем начальником Особой Северо-Восточной полярной экспедиции Наркомвода по доставке грузов для Дальстроя из Владивостока на Колыму. 
В 1936 году капитан парохода «Анадырь», в составе ЭОН-3 участвовал в проводке эскадренных миноносцев «Сталин» и «Войков» по Северному морскому пути на Дальний Восток. В 1937—1938 годах — капитан парохода «Моссовет» во время проведения первого двойного сквозного рейса по Северному морскому пути.
В годы Великой Отечественной войны являлся заместителем уполномоченного Правительственной закупочной комиссии СССР в США по морскому транспорту.
После войны работал в аппарате Наркомвнешторга, Главсевморпути, Министерства рыбного хозяйства, Министерства морского флота.
Один из организаторов и первый директор выставки «Морской флот СССР», открывшейся 4 марта 1960 года в Москве.

## Награды
- Орден Ленина[15], 1960 год.
- Орден Трудового Красного Знамени[15].
- Орден Отечественной войны II степени[15].
- Медали

## Память
В 1982 году именем А. П. Бочека был назван теплоход ледового класса Мурманского морского пароходства.

## Труды
- Бочек А. П. Поход речного парохода «Ленин» из Лены в Колыму морским путем. — М.: Гострансиздат, 1933. — 10 с.
- Бочек А. П. Управление судном с механическим двигателем. — М.: Изд-во М-ва мор. и речного флота СССР, 1953. — 68 с.
- Бочек А. П. Морская практика: Учебное пособие по курсу «Морское дело» / под общей редакцией В. Н. Янкович. — М.: Морской транспорт, 1959. — Т. 2. — 420 с.
- Бочек А. П. Всю жизнь с морем. — Транспорт. — М., 1969. — 304 с.